# Правительство Майи Парнас
В статье даются сведения о составе временного Правительства Приднестровской Молдавской Республики под председательством Майи Парнас, действовавшего в период с 2 по 23 декабря 2015.
Указом Президента ПМР от 3 декабря 2015 № 429 в связи с избранием Татьяны Туранской депутатом Верховного совета ПМР VI созыва и освобождением её от должности Председателя Правительства ПМР было объявлено об отставке Правительства ПМР. В соответствии с действующим законодательством освобождение от должности Председателя Правительства ПМР одновременно влечёт за собой отставку всех членов Правительства (п. 4 ст. 7 Конституционного закона «О Правительстве ПМР»), члены Правительства переходят в статус исполняющих обязанности до момента нового назначения (п. 4 ст.76-8 Конституции ПМР). Правительству было поручено исполнять свои обязанности до формирования нового состава.
Работа временного правительства Майи Парнас продлилась меньше месяца, главной задачей которой было обеспечение продолжения выполнения кабмином своих функций на период отсутствия вновь сформированного правительства. Предполагалось изначально, что новым премьером станет Майя Парнас, однако последующее назначение Павла Прокудина главой правительства стало чрезвычайно неожиданным и по оценке наблюдателей неоднозначным.
За недолгий период работы временного правительства Парнас его состав не изменился — должности продолжили замещать прежние члены правительства, перешедшие в статус исполняющих обязанности. На долю этого состава выпало лишь закрытие финансового года, погашение задолженности по заработным платам и иным выплатам социального назначения и формирование отчетности по уходящему году.

## Персональный состав
| Должность | Руководитель                    | Начало (прежний момент назначения по указу) | Окончание       |
| Врио Председателя Правительства | Парнас Майя Ивановна            | 2 декабря 2015                              | 23 декабря 2015 |
| Врио заместителя Председателя Правительства по вопросам правового регулирования и взаимодействия с органами государственной власти — руководителя Аппарата Правительства | Кисничан Александр Андреевич    | 18 марта 2015                               | 23 декабря 2015 |
| Врио заместителя Председателя Правительства — председателя Комитета цен и антимонопольной деятельности                                                                   | Улитка Виталий Павлович         | 24 июля 2013                                | 23 декабря 2015 |
| Врио министра иностранных дел | Игнатьев Виталий Викторович     | 14 сентября 2015                            | 23 декабря 2015 |
| Врио министра экономического развития | Слинченко Алевтина Алексеевна   | 18 ноября 2014                              | 23 декабря 2015 |
| Врио министра внутренних дел | Кузьмичев Геннадий Юрьевич      | 20 ноября 2013                              | 23 декабря 2015 |
| Врио министра обороны | Лукьяненко Александр Алексеевич | 10 июля 2013                                | 23 декабря 2015 |
| Врио министра финансов | Гиржул Елена Георгиевн          | 10 июля 2013                                | 23 декабря 2015 |
| Врио министра просвещения | Цивинская Татьяна Владимировна  | 12 августа 2015                             | 23 декабря 2015 |
| Врио министра по социальной защите и труду | Буланова Оксана Валерьевна      | 10 июля 2013                                | 23 декабря 2015 |
| Врио министра юстиции | Зварыч Ольга Владимировна       | 18 марта 2015                               | 23 декабря 2015 |
| Врио министра сельского хозяйства и природных ресурсов | Кирста Андрей Борисович         | 29 декабря 2014                             | 23 декабря 2015 |
| Врио министра здравоохранения | Скрыпник Татьяна Сергеевна      | 22 октября 2013                             | 23 декабря 2015 |
| Врио министра регионального развития, транспорта и связи | Медведев Андрей Владимирович    | 2 декабря 2015                              | 23 декабря 2015 |
| Врио главы администрации города Тирасполь и города Днестровск | Безбабченко Андрей Иванович     | 10 июля 2013                                | 23 декабря 2015 |
| Врио главы администрации города Бендеры | Глига Николай Яковлевич         | 7 апреля 2015                               | 23 декабря 2015 |
| Врио главы администрации Слободзейского района и города Слободзея | Петриман Леонид Назарович       | 22 октября 2013                             | 23 декабря 2015 |
| Врио главы администрации Григориопольского района и города Григориополь                                                                                                  | Зыбин Александр Владимирович    | 2 ноября 2015                               | 23 декабря 2015 |
| Врио главы администрации Рыбницкого района и города Рыбница | Демьянова Алла Фёдоровна        | 18 сентября 2013                            | 23 декабря 2015 |
| Врио главы администрации Дубоссарского района и города Дубоссары | Ковалёв Фёдор Григорьевич       | 22 октября 2013                             | 23 декабря 2015 |
| Врио главы администрации Каменского района и города Каменка | Сокирка Сергей Андреевич        | 4 июня 2014                                 | 23 декабря 2015 |